# André Hahn (Politiker)

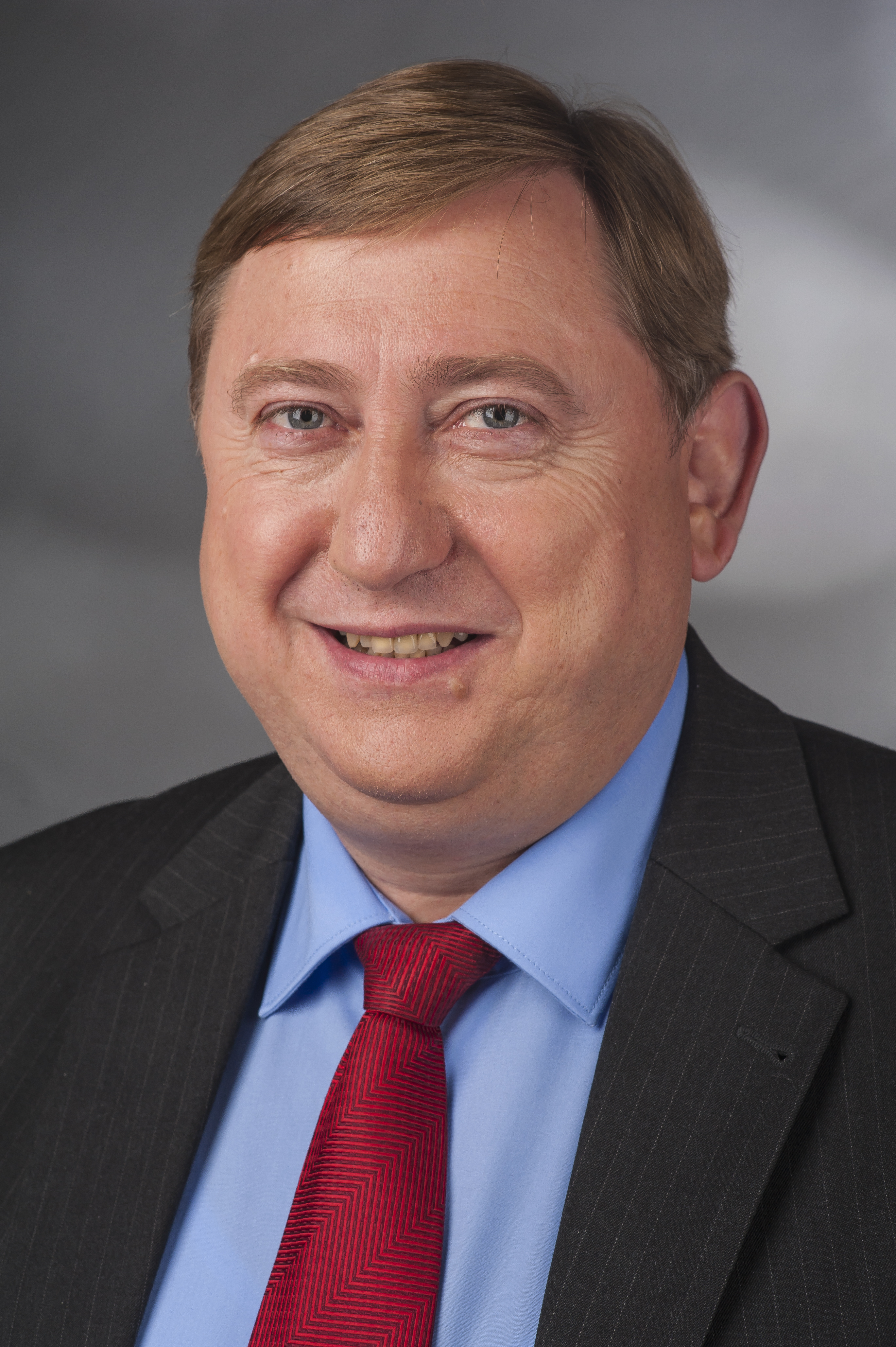
André Hahn (2014)

André Hahn (* 20. April 1963 in Berlin-Friedrichshain) ist ein deutscher Politiker (Die Linke). Hahn war von Juli 2007 bis Juli 2012 Vorsitzender der Fraktion und Oppositionsführer im Sächsischen Landtag. Von Oktober 2013 bis März 2025 war er Mitglied des Deutschen Bundestages.

## Leben
Hahn absolvierte nach dem Abschluss der zehnten Klasse eine Berufsausbildung mit Abitur zum Schriftsetzer und studierte anschließend von 1984 bis 1989 als Lehrer für Deutsch und Geschichte an der Berliner Humboldt-Universität. Danach folgte ein Forschungsstudium der Politikwissenschaft. Währenddessen war er von 1991 bis 1994 wissenschaftlicher Mitarbeiter der LL/PDS-Fraktion im Sächsischen Landtag. Im Jahr 1994 promovierte er zum Thema Politische Kultur im letzten Jahr der DDR.
Hahn lebt in Gohrisch, ist Witwer und hat eine Tochter.

## Politische Laufbahn

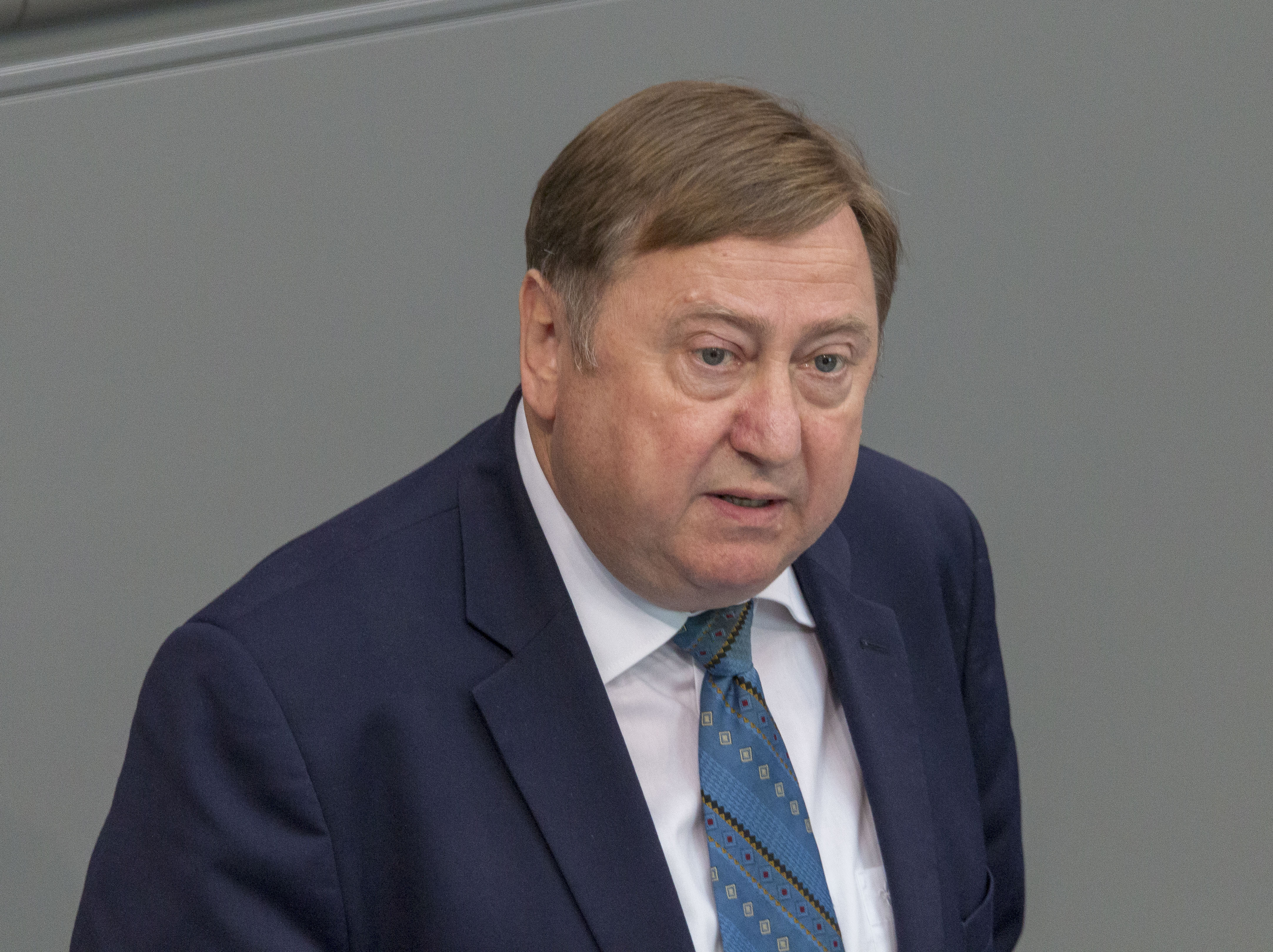
André Hahn, 2020 im Deutschen Bundestag

Hahn trat 1985 der SED bei und wurde 1990 Mitglied der PDS (heute: Die Linke). Im Jahr 1990 war er Mitglied des Zentralen Runden Tisches der DDR  und ein Jahr später Mitglied des Bundesvorstandes der PDS. Von 1991 an war Hahn bis 1995 Mitglied des Landesvorstandes der PDS in Sachsen und von 1992 bis 1999 Mitglied des Bundesparteirats der PDS. Seit 1994 ist er Mitglied des Kreistages Sächsische Schweiz (– Osterzgebirge). Bis 2008 war er dort Fraktionsvorsitzender der PDS bzw. der Linken. Von 1999 bis 2002 war er zudem Stadtrat in Heidenau.

### Sächsischer Landtag
Von Dezember 1994 bis November 2013 gehörte er dem Sächsischen Landtag als Abgeordneter an. Von 1995 bis 2007 war er Parlamentarischer Geschäftsführer der Fraktion. Ab 2007 war er Vorsitzender seiner Fraktion. 2012 erklärte er seine Kandidatur für den Bundestag und trat daher nicht erneut zur Wahl als Fraktionsvorsitzender an. Ab 1995 bis zu seinem Ausscheiden war er Mitglied des Landtagspräsidiums.
Er war Mitglied im Ausschuss für Schule und Sport sowie in mehreren Untersuchungsausschüssen, unter anderem als Vorsitzender des Sachsenring-Untersuchungsausschusses und stellvertretender Vorsitzender des Paunsdorfs-Untersuchungsausschusses. 1996 wurde Hahn als erster PDS-Abgeordneter bundesweit Mitglied der parlamentarischen Kontrollkommission zur Überprüfung des Landesamtes für Verfassungsschutz, der er bis 2013 angehörte.
Die Dresdner Staatsanwaltschaft sah in Hahn einen der führenden Köpfe der Blockade der von Rechtsextremisten durchgeführten Demonstration zum Jahrestag der Luftangriffe auf Dresden im Februar 2010 und ermittelte gegen ihn wegen Verstoßes gegen das Versammlungsgesetz. Dazu wurde Anfang März 2011 die Aufhebung seiner Immunität beantragt. Dies erfolgte am 12. Oktober 2011 mit den Stimmen der Regierungskoalition aus CDU und FDP sowie der NPD. Hahns eigene Fraktion sowie Grüne und SPD stimmten dagegen. Die Entscheidung war rechtlich und politisch umstritten. Im November 2012 wurde der Gerichtsprozess gegen André Hahn eingestellt. Da sämtliche Gerichtskosten und Hahns Anwaltskosten der Staatskasse zufielen, kam diese Entscheidung einem Freispruch gleich. Angesichts der Tatsache, dass von den 12.000 Teilnehmern ausschließlich Verfahren gegen vier Linke-Abgeordnete eingeleitet wurden, bezeichnete Hahn das Verfahren als „absurden Vorgang“.

### Bundestag

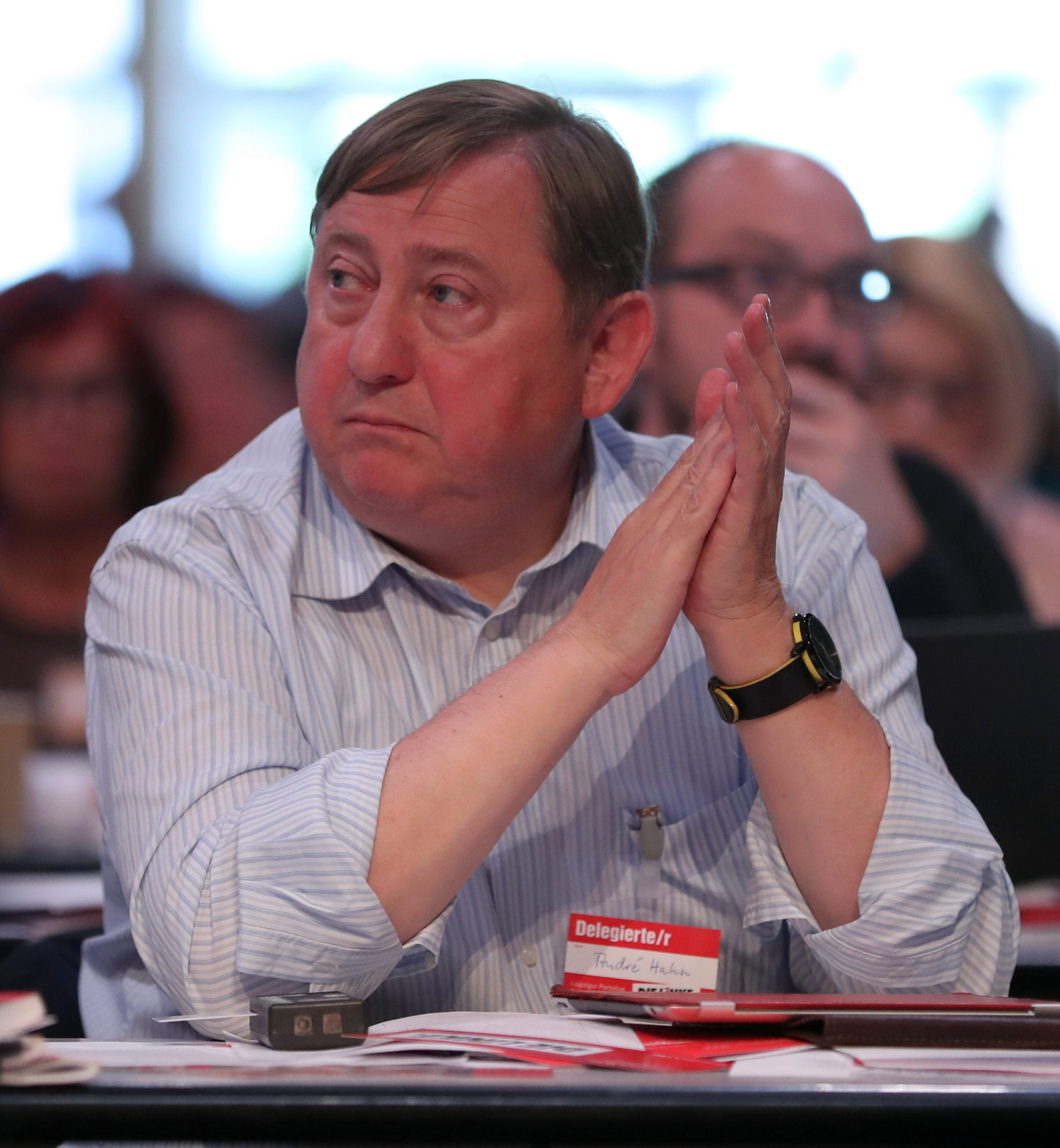
Hahn auf dem Bundesparteitag 2018 in Leipzig

Bei der Bundestagswahl 2013 kandidierte er im Wahlkreis Sächsische Schweiz – Osterzgebirge als Direktkandidat und war gemeinsam mit Katja Kipping Spitzenkandidat der Linken in Sachsen. Ihm gelang 2013 und 2017 auf Listenplatz 2 der Landesliste der Einzug in den Bundestag. Er ist stellvertretender Fraktionsvorsitzender der Linken.
Ab 2013 war Hahn Obmann im Sportausschuss und ordentliches Mitglied im Innenausschuss sowie dem Parlamentarischen Kontrollgremium. Im Sportausschuss war Hahn nach dem Verlust des Fraktionsstatus der Linken ab Ende 2023 nur noch beratendes Mitglied. Er war im 19. Bundestag ordentliches Mitglied im Gremium nach Artikel 13 Absatz 6 Grundgesetz sowie stellvertretendes Mitglied im Ausschuss für Tourismus und im Gemeinsamen Ausschuss.
Hahn gehörte ab 2013 dem Parlamentarischen Kontrollgremium (PKGr) an; im 18. Bundestag (2013–2017) als stellvertretender Vorsitzender und ab 2018 als ordentliches Mitglied. 2024 verlor Hahn seine Mitgliedschaft im Gremium aufgrund der Auflösung der Linken-Fraktion. Am 21. Februar 2024 verwarf das Bundesverfassungsgericht einen von ihm gestellten Antrag auf Erlass einer einstweiligen Anordnung gegen seine Entfernung aus dem Gremium als unzulässig.
Im Oktober 2023 gab Hahn bekannt, zur Wahl zum 21. Deutschen Bundestag nicht wieder anzutreten.
Er ist zudem aktiver Spieler im FC Bundestag auf der Position eines Stürmers. Zuvor war er bereits Mannschaftskapitän des FC Landtag Sachsen.

## Veröffentlichung
- Der Runde Tisch: Das Volk und die Macht – Politische Kultur im letzten Jahr der DDR. Verlag am Park, Berlin 1998, ISBN 3-932180-43-7 (Dissertation; mit einem Vorwort von Gregor Gysi).

## Mitgliedschaften
- Gewerkschaft Erziehung und Wissenschaft (GEW)